# Makroevolution
Makroevolution innebär större förändringar av genpoolen, till exempel bildandet av nya arter, släkten eller familjer. Biologer definierar makroevolution som förändringar på eller över artnivå 
 Termerna makroevolution och mikroevolution myntades år 1927 av den ryske entomologen Jurij Filiptjenko.
Skillnaden mellan makroevolution och mikroevolution är något flytande, eftersom de definieras olika av olika forskare, och biologer gör i regel inte någon absolut skillnad mellan begreppen. Inom evolutionsteorin anses makroevolution som en direkt följd av mikroevolution som pågått en längre tid. Makroevolution är helt enkelt storskaliga förändringar från evolution under en tidsskala på miljontals år medan mikroevolution är evolution under kortare tidsrymder i storleksordningen en livslängd. Distinktionen mellan de två begreppen är en praktisk distinktion som införs eftersom det rör sig om skilda tidsskalor och skilda metoder för att studera dem, däremot behövs ingen extra ingrediens för att förklara makroevolution från mikroevolution. Detta diskuteras till exempel av Richard Dawkins  och Ernst Mayr .
Förhållandet mellan mikroevolution och makroevolution kan alltså summeras så här: makroevolution är resultatet av flera omgångar mikroevolution, vilket över tiden resulterar i två eller flera populationer av organismer som är så olika att det kan sägas att artbildning har skett. I regel kräver makroevolution många generationer. Makroevolution kan dock i vissa fall ske snabbt. Redan T. H. Huxley kritiserade Darwin för att han alltför oreserverat anslöt sig till inställningen att naturen inte gör språng (Natura non facit saltum). Genom genetikens framsteg har man upptäckt att små genetiska förändringar till exempel i en promotor för en gen eller i gener som styr embryonalutvecklingen kan få stora konsekvenser för individen. Försök med bananflugor visar till exempel att man kan få fram flugor med flera vingpar än föräldragenerationen. Artbildning kan också ske snabbt genom hybridisering.
Termen makroevolution används ofta av kreationister, som accepterar mikroevolution men inte makroevolution. De menar att klassiska bevis för evolutionen endast bevisar mikroevolution, men inte makroevolution. Det finns dock överväldigande vetenskapliga bevis för att även makroevolution äger rum, se till exempel . 
I kreationistiska kretsar är gränsdragningen mellan mikro- och makroevolution ännu mer flytande än hos biologer. Vissa anser att mikroevolution sker inom de skapade slagen (baramin), vilket kan motsvara familj eller högre. Vissa, å andra sidan, förnekar att vanliga exempel på mikroevolution som antibiotikaresistens eller industriell melanism över huvud taget är evolution.